# Surcuolm
Surcuolm ([ˌsuʁˈkuə̯lm]ⓘ, deutsch und bis 1943 offiziell Neukirch bei Ilanz) war bis zum 31. Dezember 2008 eine politische Gemeinde des ehemaligen Kreises Ilanz, im Bezirk Surselva des Schweizer Kantons Graubünden.
Per 1. Januar 2009 fusionierte Surcuolm mit Flond zur politischen Gemeinde Mundaun. Seit dem 1. Januar 2016 gehört sie zur neu gebildeten Gemeinde Obersaxen Mundaun.

## Geographie
Surcoulm gehört geografisch zum Plateau von Obersaxen und wies ursprünglich ein ähnliches Siedlungsmuster mit Weilern und Einzelhöfen um das Kerndorf auf wie andere Ortschaften auf dem Plateau. Die Bevölkerung von Surcuolm ist herkömmlich romanischsprachig. Anders als die benachbarten Siedlungen Flond und Luven ist sie allerdings katholisch.

## Geschichte

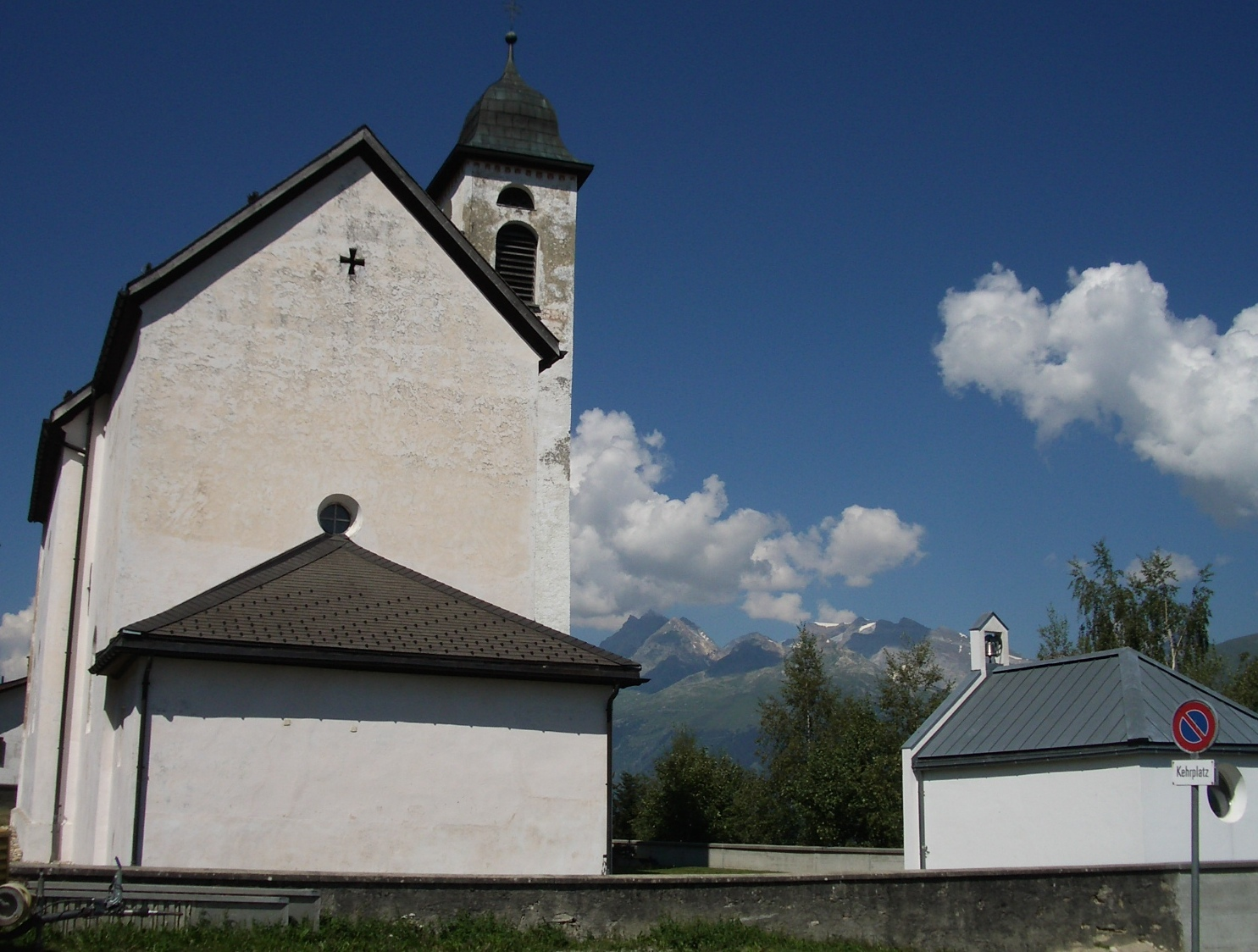
Kirche St. Georg

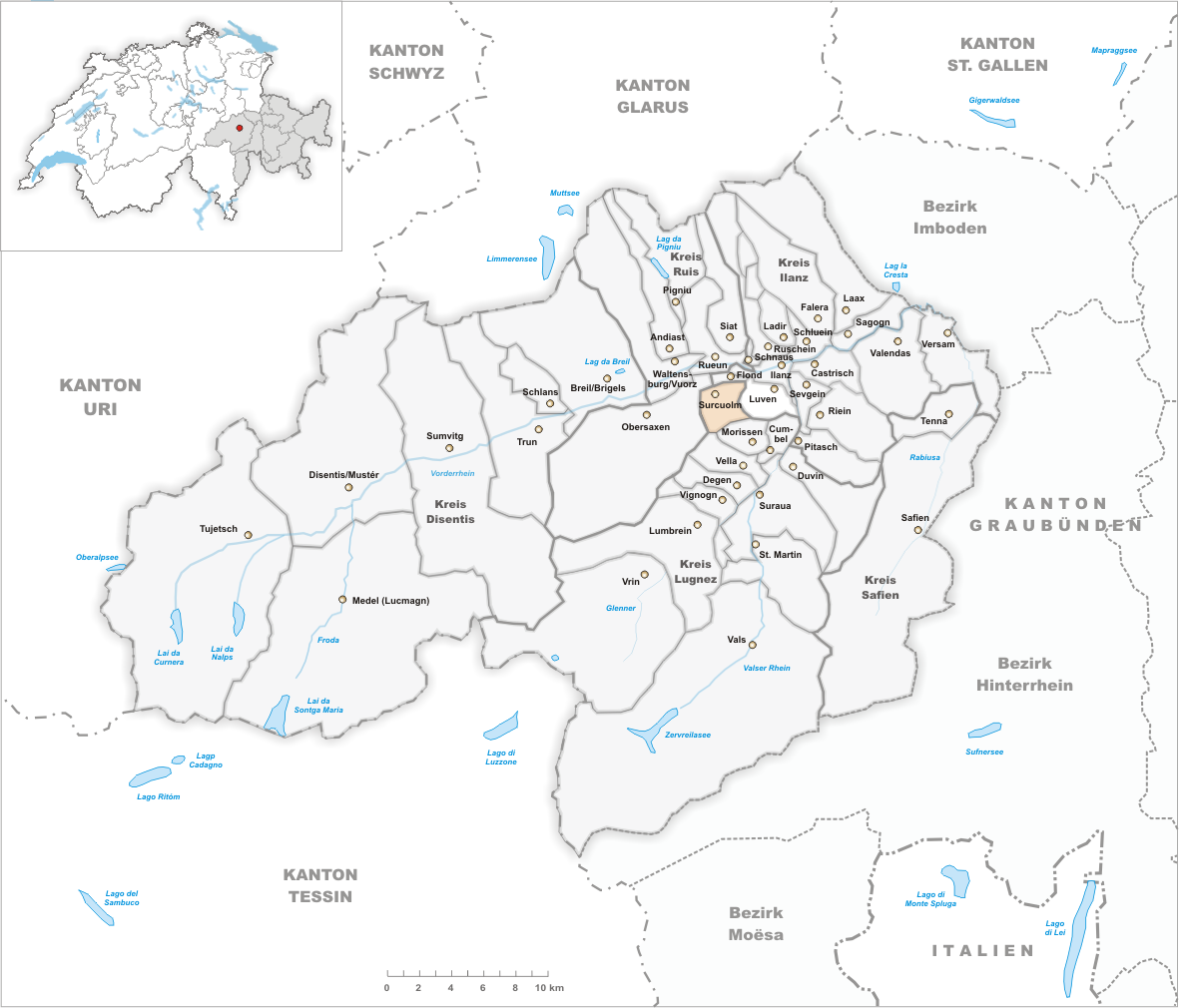
Gemeindestand vor der Fusion am 1. Januar 2009

Surcoulm wurde 1570 als surgolm urkundlich erwähnt. Nach dem 11. Jahrhundert vom Lugnez her besiedelt, bestand Surcoulm um 1480 aus sieben Höfen, die politisch und wirtschaftlich eng mit Morissen verflochten waren und im 16. Jahrhundert zum Hochgericht Lugnez gehörten. Die 1604 erbaute Kirche St. Georg war bis 1643 Filiale der Lugnezer Talkirche Pleif.
Um 1630 trennte sich Surcoulm von Morissen, behielt aber eine Weidegemeinschaft bis 1895. Mitte des 19. Jahrhunderts wurden auf Grund des Gesetzes zur Bekämpfung der Heimatlosigkeit jenische Familien eingebürgert.
Vor 1970 ein typisches Bergbauerndorf mit Ackerbau und Viehwirtschaft, wandelte sich Surcoulm zum Tourismusort mit dem Skigebiet Obersaxen Mundaun am Piz Mundaun, Herbergen und zahlreichen Ferienhäusern. 1964 bis 1992 erfolgte eine Gesamtmelioration mit Flond und teilweise Obersaxen. Seit 1989 besteht ein Schulkonsortium mit Flond. 2005 stellte der erste Sektor 23 Prozent der Arbeitsplätze in Surcuolm.

## Wappen
| Wappen von Surcuolm | Blasonierung: «In Rot über goldenem (gelbem) Dreiberg ein goldenes Griechisches Kreuz»                                                                        |
| Wappen von Surcuolm | Die im überlieferten Gemeindesiegel dargestellten Kirchengebäude werden im Wappen durch das Kreuz ersetzt, der Dreiberg verdeutlicht ihre Lage auf dem Hügel. |

## Bevölkerung
| Bevölkerungsentwicklung | Bevölkerungsentwicklung | Bevölkerungsentwicklung | Bevölkerungsentwicklung | Bevölkerungsentwicklung | Bevölkerungsentwicklung | Bevölkerungsentwicklung |
| ----------------------- | ----------------------- | ----------------------- | ----------------------- | ----------------------- | ----------------------- | ----------------------- |
| Jahr                    | 1850                    | 1900                    | 1941                    | 1950                    | 2000                    | 2007                    |
| Einwohner               | 123                     | 55                      | 67                      | 83                      | 130                     | 109                     |